# CD2

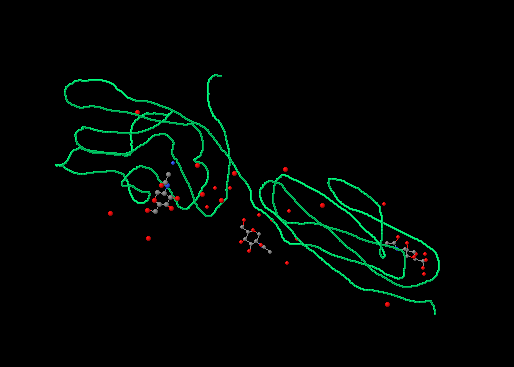
Struktura krystaliczna cząsteczki CD2

CD2 (ang. cluster of differentiation 2, synonimy: T11/Leu5, LFA-2, receptor dla LFA-3, receptor rozetkowy) – białko występujące na powierzchni limfocytów T oraz komórek NK. CD2 należy do nadrodziny immunoglobulin i w części zewanątrzkomórkowej zawiera dwie domeny immunoglobulinowe. Cząsteczka CD2 kodowana jest przez gen o tej samej nazwie, u człowieka zlokalizowany na chromosomie 1 w pozycji 1p13.1. CD2 wiąże się z cząsteczką CD58 u człowieka oraz CD48 u myszy, a główną funkcją tego białka jest dostarczanie sygnału kostymulującego limfocytom T i komórkom NK.